# Хохлатоустка
Хохлатоустка, или Комастома (лат. Comastoma), — род травянистых растений семейства Горечавковые (Gentianaceae), распространённый в арктических и бореальных областях Северного полушария.

## Ботаническое описание
Однолетние с мочковатыми корнями или многолетние с короткими корневищами, голые растения, (2) 4—10 (15) см высотой. Стебли от основания ветвятся, редко простые. Листья супротивные, эллиптические или обратноланцетные, цельнокрайные.
Цветки 4- или 5-мерные, одиночные или собраны по нескольку в кистевидные соцветия; цветоножки длинные, отходят почти от основания растения. Чашечка почти до основания рассечённая на более или менее одинаковые доли, у основания которых имеются направленные вниз мешковидные выросты. Венчик трубчатый, трубчато-воронковидный или блюдцевидный, 6—15 (18) мм длиной, голубоватый, реже беловатый, складки между лопастями отсутствует, у основания каждой лопасти по 1—2 бахромчатые чешуйки.Нектарники расположены у основания трубки венчика. Тычинки прикреплены около середины трубки венчика; нити белые; пыльники свободные, не скручивающиеся к концу цветения. Рыльце почти сидячее, коротко двулопастное, остающееся при плодах. Плод — сидячая, узкоэллипсоидальная, двустворчатая, многосемянная коробочка. Семена широкоэллипсоидальные, гладкие, с мелкоячеистой скульптурой.

## Таксономия
Comastoma (Wettst.) Toyok., Bot. Mag. (Tokyo) 74: 198 (1961).

### Синонимы
- Gentiana sect. Comastoma Wettst. (1896)basionym
- Gentianella sect. Comastoma (Wettst.) N.M.Pritch. (1972)
- Gentianella subg. Comastoma (Wettst.) J.M.Gillett (1957)
- Heteroclita Raf. (1837)
- Lomatogonium sect. Comastoma (Wettst.) Á.Löve & D.Löve (1956)
- Monosteria Raf. (1837)

### Виды
Род включает 18 видов:
- Comastoma cyananthiflorum (Franch.) Holub
- Comastoma dechyanum (Sommier & Levier) Holub
- Comastoma disepalum H.W.Li ex T.N.Ho
- Comastoma falcatum (Turcz.) Toyok. — Хохлатоустка серповидная
- Comastoma henryi (Hemsl.) Holub
- Comastoma irinae (Pachom.) Czerep.
- Comastoma jigzhiense T.N.Ho & J.Q.Liu
- Comastoma malyschevii (Zuev) Zuev — Хохлатоустка Малышева
- Comastoma muliense (C.Marquand) T.N.Ho
- Comastoma nanum (Wulfen) Toyok.
- Comastoma pedunculatum (Royle ex G.Don) Holub
- Comastoma polycladum (Diels & Gilg) T.N.Ho
- Comastoma pseudopulmonarium Omer
- Comastoma pulmonarium (Turcz.) Toyok. — Хохлатоустка лёгочная
- Comastoma stellariifolium (Franch.) Holub
- Comastoma tenellum (Rottb.) Toyok. typus — Хохлатоустка нежная
- Comastoma traillianum (Forrest) Holub
- Comastoma urnigera (E.Aitken & D.G.Long) Holub